# Station Rotterdam Delftsche Poort
Station Rotterdam Delftsche Poort was een spoorwegstation aan de Oude Lijn van Amsterdam naar Rotterdam. Het station lag iets ten oosten van het huidige station Rotterdam Centraal.

## Tijdelijk station (1847)
Op 31 mei 1847 werd de lijn van de Hollandsche IJzeren Spoorweg-Maatschappij van Den Haag naar Rotterdam geopend; een station was toen nog in aanbouw. Daarom werd in de eerste anderhalf jaar gebruik gemaakt van een tijdelijk gebouw, feitelijk een schuur, aan de zuidzijde van de spoorbaan aan het Slagveld.

## Eerste station (1848)
Het eerste permanente station, aan het Slagveld voor de Delftsche Poort, werd op 1 november 1848 uiteindelijk in bedrijf genomen. Het was ontworpen door Cornelis Outshoorn, een assistent van Frederik Willem Conrad. Hij koos voor een neotudorstijl die stilistische overeenkomsten vertoonde met het in 1840 geopende station Bristol Temple Meads. De afmetingen van het station bleven relatief bescheiden, met een lengte van 34,5 meter en een breedte van 29,5 meter.  Het had drie grote bogen over het spoor waar de stoomtrein onder door kon worden gereden naar twee draaitafels, die het toestonden dat locomotieven werden omgedraaid voor de terugreis.
Het station bestond uit twee delen: een groot en imposant vertrekgebouw aan de zuidkant van de sporen en een minder uitgebreid aankomstgebouw aan de noordzijde, met slechts een bagagebalie. Een dergelijke scheiding van vertrekkende en aankomende passagiers was voor Nederland tamelijk ongebruikelijk en geeft nog maar eens aan hoe weinig consensus er nog bestond over stationsbouw. Zo was het station Amsterdam Willemspoort, aan het andere eind van dezelfde lijn, juist gebouwd rondom een gezamenlijk kopperron voor alle passagiers.

## Tweede station: Delftsche Poort (1877)

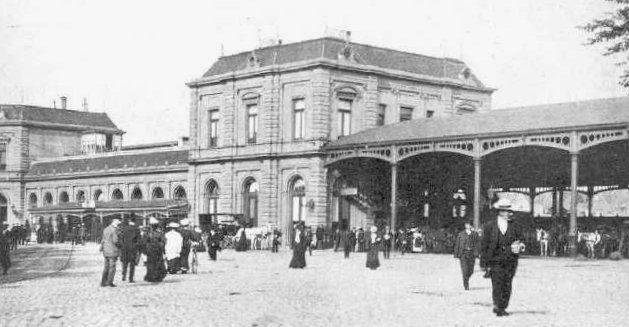
Het tweede station Delftsche Poort in 1920

In 1868 werd besloten een spoorwegviaduct (het Luchtspoor) door de stad te bouwen voor de StaatsSpoor-verbinding met Dordrecht. De ligging van het station Slagveld bleek niet te combineren met het aan te leggen viaduct, waarna een nieuw station, Delftsche Poort, 400 meter ten noordwesten van het oude station werd gebouwd. 
Dit station was ontworpen door K.H. van Brederode en werd opgeleverd in 1877 en op 1 mei 1877 geopend. Het was een gecombineerd kop- en doorgangsstation; het ontvangstgebouw bevatte twee haaks geplaatste vleugels, waarvan een de kopsporen afsloot en de ander langs het doorgaande spoor lag. Het station kreeg eveneens twee kappen. De HIJSM ging vanaf 1878 ook gebruik maken van het station van de StaatsSpoorweg, waarna het oude station werd afgebroken . Op het terrein van het stationsgebouw is daarna de Diergaardelaan aangelegd.
Na de overname van de NRS door de Staatsspoorwegen kwam in 1899 langs de noordrand van de stad eindelijk een verbinding tot stand tussen Delftsche Poort en het Station Rotterdam Maas.
Door het bombardement van 14 mei 1940 raakte het station Delftsche Poort ernstig beschadigd. Het station werd in 1957 vervangen door het nog iets meer westwaarts gelegen Station Rotterdam CS, dat ondanks het "Centraal Station" op het stationsgebouw zelf, in de communicatie van de NS sinds 29 mei 2000 Rotterdam Centraal heette. Dit bleef ook zo na de opening van het nieuwste stationsgebouw op 13 maart 2014.

## Beelden

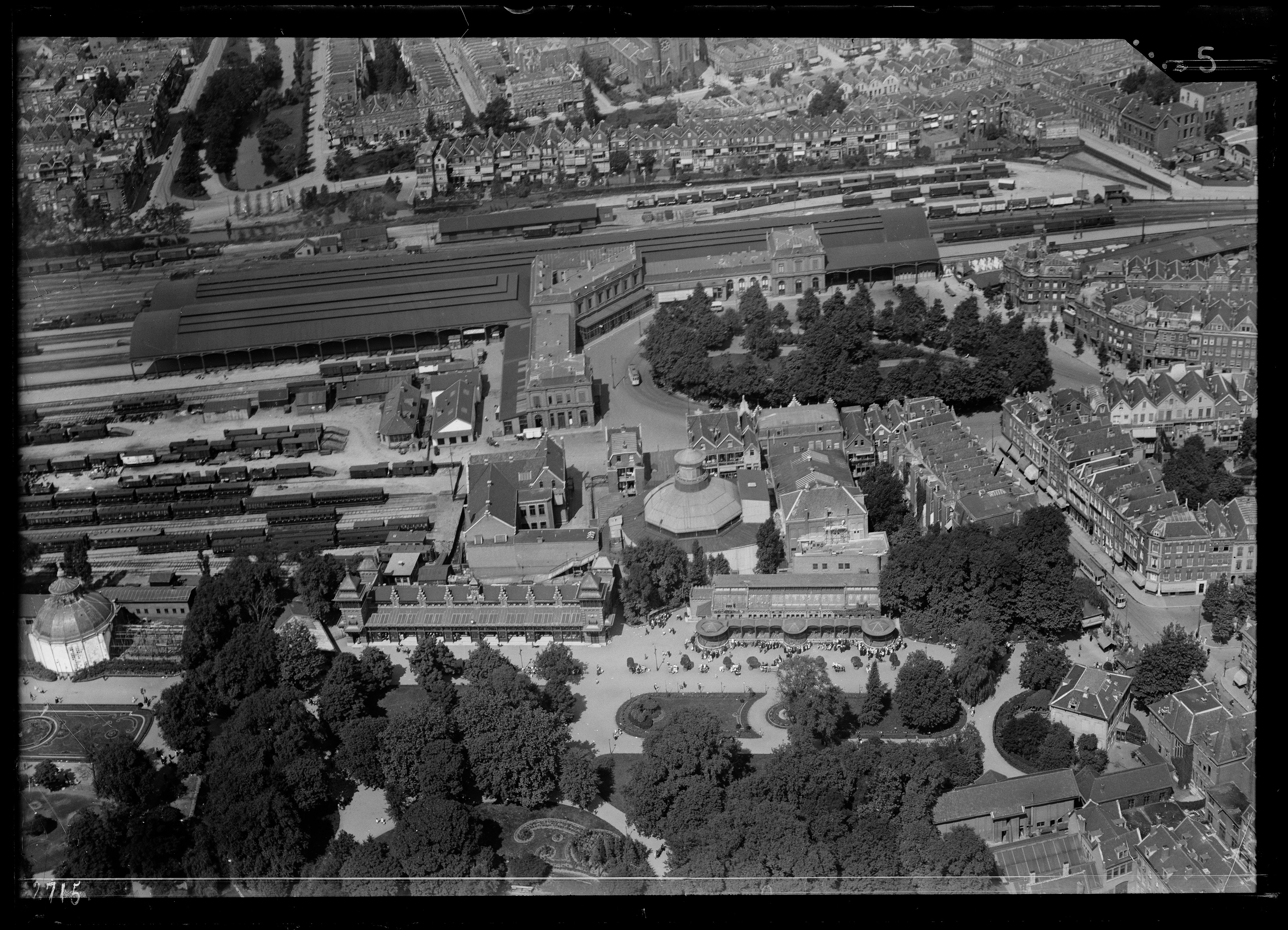
Luchtfoto van Station Rotterdam Delftse Poort met Diergaarde, Luchtvaartafdeeling, 1920-1940.
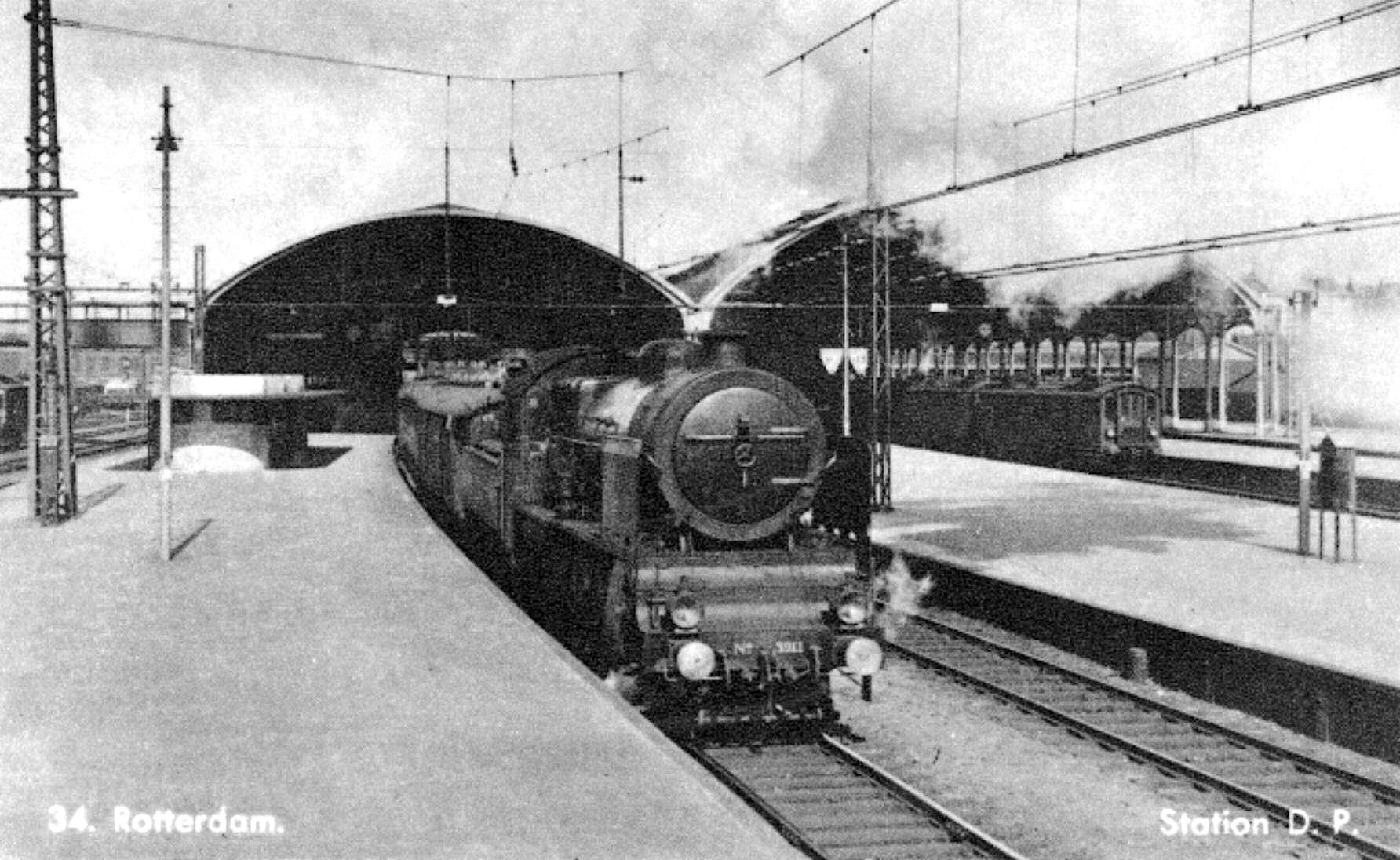
Stoomtrein van de NS met loc 3911 (serie NS 3900) in het station Rotterdam Delftse Poort; circa 1930. Collectie van het Utrechts Archief.
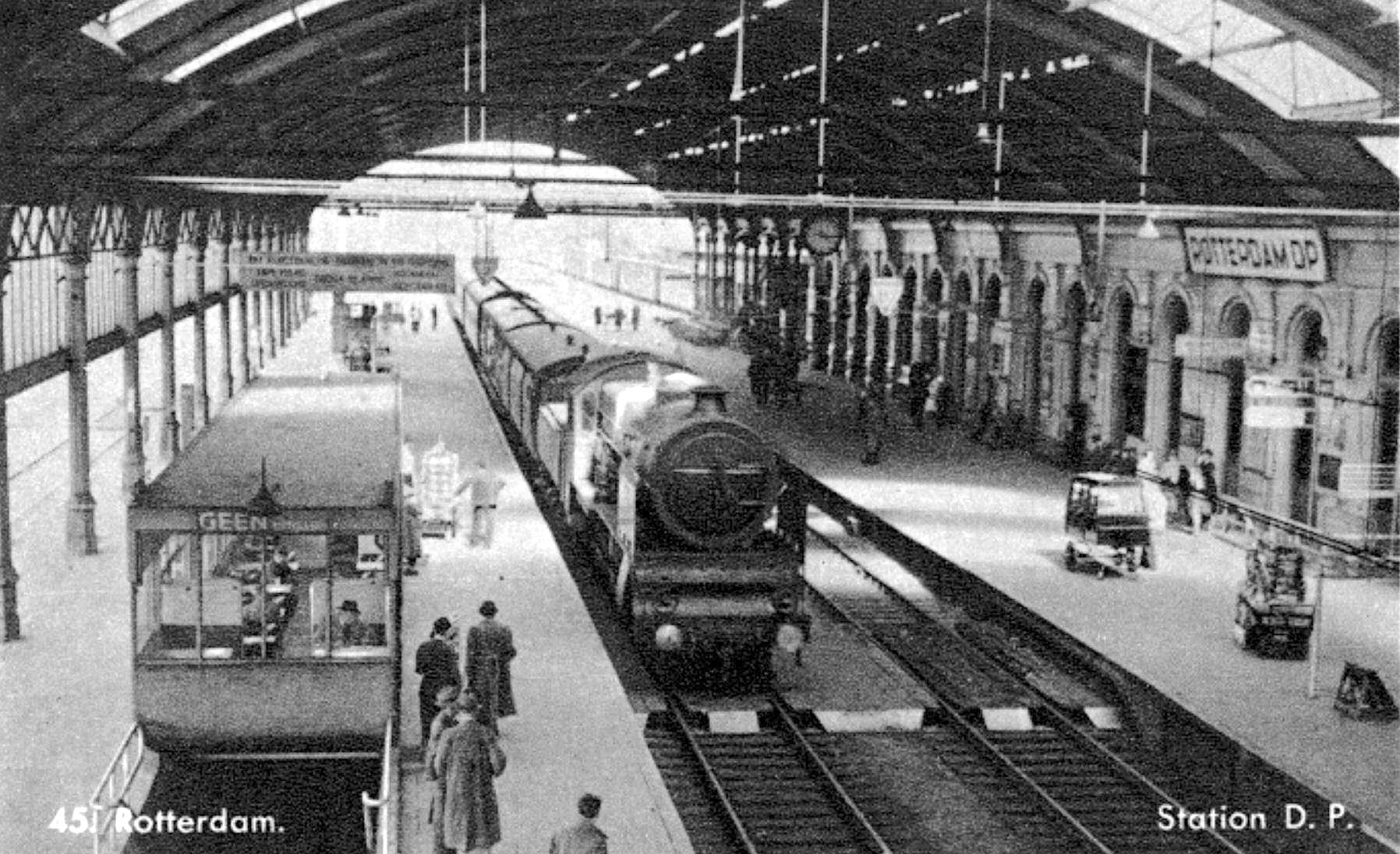
Stoomtrein van de NS met een loc van de serie NS 3900 in het station Rotterdam Delftse Poort; circa 1930. Collectie van het Utrechts Archief.